# Fenualoa
Fenualoa è un'isola corallina del gruppo delle Reef Islands, la seconda per estensione, nell'arcipelago delle Isole Santa Cruz, nelle Isole Salomone.
Durante i periodi di bassa marea è collegata alla limitrofa Nifiloli. 
L'isola è densamente popolata e conta circa 1.500 abitanti (stima 2008).
I villaggi principali sono Tuo (Tuwo). Maluba, Tanga e Malapu.
Gli abitanti dell'isola sono melanesiani.